# Facundo Lescano
Facundo Lescano (Mercedes, 18 januari 1996) is een Italiaans-Argentijns voetballer die als aanvaller voor Virtus Entella speelt.

## Carrière
In 2001 verhuisde het gezin Lescano naar Italië. Facundo Lescano speelde in de jeugd van AC Salento Football en Genoa CFC, wat hem in 2014 aan AC Martina verhuurde. In 2014 vertrok hij naar Torino FC, waar hij een jaar in de jeugd speelde. Het seizoen erna speelde hij één wedstrijd voor Torino, de met 1-1 gelijkgespeelde thuiswedstrijd tegen AC Milan. In het seizoen 2016/17 werd hij verhuurd aan AS Melfi en SS Monopoli, waarna hij transfervrij naar FC Igea Virtus Barcellona vertrok. Voor deze club scoorde hij vijftien keer in dertig wedstrijden in de Serie D, wat hem een overstap naar Parma Calcio 1913 opleverde. Parma verhuurde hem twee halve seizoenen aan Robur Siena en Sicula Leonzio. In het seizoen 2018/19 wordt hij aan Telstar verhuurd. Lescano debuteerde voor Telstar op 24 augustus 2018, in de met 0-1 verloren thuiswedstrijd tegen MVV Maastricht. Hij kwam in de 69e minuut in het veld voor Ryan Seager. Hij scoorde zijn eerste doelpunt voor Telstar op 31 augustus 2018, in de met 2-0 gewonnen thuiswedstrijd tegen Jong FC Utrecht. Na een half seizoen keerde hij weer terug naar Parma, wat hem de tweede helft van het seizoen aan Potenza Calcio verhuurde. In 2019 vertrok hij transfervrij naar Sicula Leonzio, waarna hij in 2020 naar SS Sambenedettese Calcio vertrok. Sinds 2021 speelt hij voor Virtus Entella.

### Statistieken
| Seizoen                     | Club                      | Land           | Competitie      | Competitie | Competitie | Beker | Beker | Overig | Overig | Totaal | Totaal |
| Seizoen                     | Club                      | Land           | Competitie      | Wed.       | Dlp.       | Wed.  | Dlp.  | Wed.   | Dlp.   | Wed.   | Dlp.   |
| --------------------------- | ------------------------- | -------------- | --------------- | ---------- | ---------- | ----- | ----- | ------ | ------ | ------ | ------ |
| 2013/14                     | → AC Martina              | Italië         | Lega Pro Div. 2 | 4          | 0          | –     | –     | –      | –      | 4      | 0      |
| 2014/15                     | Torino FC                 | Italië         | Serie A         | 1          | 0          | 0     | 0     | 0      | 0      | 1      | 0      |
| 2015/16                     | → AS Melfi                | Italië         | Lega Pro        | 12         | 0          | 0     | 0     | 0      | 0      | 12     | 0      |
| 2015/16                     | → SS Monopoli             | Italië         | Lega Pro        | 7          | 1          | –     | –     | 0      | 0      | 7      | 1      |
| 2016/17                     | FC Igea Virtus Barcellona | Italië         | Serie D         | 30         | 15         | –     | –     | 1      | 0      | 31     | 15     |
| 2017/18                     | Parma Calcio 1913         | Italië         | Serie B         | 0          | 0          | 0     | 0     | –      | –      | 0      | 0      |
| 2017/18                     | → Robur Siena             | Italië         | Serie C         | 10         | 0          | –     | –     | 0      | 0      | 10     | 0      |
| 2017/18                     | → Sicula Leonzio          | Italië         | Serie C         | 17         | 3          | –     | –     | 1      | 0      | 18     | 3      |
| 2018/19                     | → Telstar                 | Nederland      | Eerste divisie  | 7          | 2          | 1     | 0     | –      | –      | 8      | 2      |
| 2018/19                     | → Potenza Calcio          | Italië         | Serie C         | 13         | 2          | –     | –     | 6      | 2      | 19     | 4      |
| 2019/20                     | Sicula Leonzio            | Italië         | Serie C         | 29         | 11         | –     | –     | 4      | 2      | 33     | 13     |
| 2020/21                     | SS Sambenedettese Calcio  | Italië         | Serie C         | 38         | 12         | 1     | 0     | 1      | 0      | 40     | 12     |
| 2021/22                     | Virtus Entella            | Italië         | Serie C         | 26         | 9          | –     | –     | 1      | 0      | 27     | 9      |
| Carrièretotaal              | Carrièretotaal            | Carrièretotaal | Carrièretotaal  | 194        | 55         | 2     | 0     | 14     | 4      | 210    | 59     |
| Bijgewerkt op 10 maart 2022 |                           |                |                 |            |            |       |       |        |        |        |        |